# Escuer Alto
Escuer Alto lub Escuer Biello – miejscowość w Hiszpanii, w Aragonii, w prowincji Huesca, w comarce Alto Gállego, w gminie Biescas.
Według danych INE z 1991 roku miejscowości nie zamieszkiwała żadna osoba. Wysokość bezwzględna miejscowości jest równa 1 124 metry. Kod pocztowy do miejscowości to 22636.